# Serra de Campelles
La Serra de Campelles, coneguda també com Serra d'Odèn, és una serra situada a cavall dels municipis de Fígols i Alinyà (Alt Urgell) i d'Odèn (Solsonès).
Forma part de la carena que, en direcció sud-oest, s'allarga des del Pedró dels Quatre Batlles fins a la Collada de l'Estany, tancant la vall d'Aliyà pel sud. Amb una longitud de 4,3 km no presenta relleus destacables. La seva altura augmenta de forma progressiva dels 1.776 m de la collada de l'Estany als 2.200 m a l'indret de la Cadolla Verda.
La seva vessant sud cau sobtadament damunt de la vall del Montnou, amb un desnivell mig de 500 m, mentre que al vessant nord s'estén l'altiplà de la Muntanya d'Alinyà, amb els seus camps de cultiu de patates, pastures i boscos.